# ILIAS
ILIAS — свободная система управления обучением (LMS) поддержки учебного процесса.
Система распространена в ВУЗах, прежде всего в немецких.
Базируется на Apache, PHP, MySQL, XML.
Отвечает стандарту SCORM, официальная поддержка SCORM v1.2; v2004 RD3 (гарантируется независимость от платформы).
Проект развивается с 1998 года, одна из предыдущих версий — 3.10.6 (16.04.2009) включает в частности:
- Личный рабочий стол с портлетами о сокурсниках онлайн, новой почте, новых сообщениях на форуме  и т.д.
- контекстная справочная система для студентов и авторов
- Интерфейс пользователя и администратора
- Интерфейс SOAP для импорта содержимого и пользователей
- CAS, SOAP, RADIUS, LDAP, Shiboleth authentication
- Многоязычность, поддержка русского языка

Новые версии (релизы безопасности и новые возможности) выходят каждые несколько месяцев.